# 彼得·松德林
彼得·松德林（瑞典語：Peter Sundelin，1947年1月13日—），瑞典男子帆船运动员。他曾代表瑞典参加1968年、1972年、1976年和1980年夏季奥林匹克运动会帆船比赛，获得一枚金牌。